# PLEKHF2
PLEKHF2‏ (Pleckstrin homology and FYVE domain containing 2) هوَ بروتين يُشَفر بواسطة جين PLEKHF2 في الإنسان.